# Antipyretikum
Antipyretikum je léčivo snižující horečku.
Jako antipyretika se používají některá analgetika a nesteroidní antiflogistika – paracetamol, kyselina acetylsalicylová, ibuprofen aj. Používají se i některé rostlinné drogy, např. vrbová kůra, nať tužebníku aj.